# 港都客運
港都汽車客運股份有限公司，簡稱港都客運，為高雄市公共汽車管理處2014年民營化後成立的公司，主要行駛高雄市公車。
港都客運於2014年1月1日成立，主要係接手延續經營前高雄市公車處既有之公車路線，主要經營範圍位於大高雄地區。港都客運成立時資本額為新台幣1億2000萬元，首任董事長為前高雄市政府交通局局長賴文泰，高雄市政府在董事會中取得4董1監席次，股東包括高雄市政府（約佔42%）及前高雄市公車處員工（約佔58%）。營運車輛由高雄市公車處轉賣給港都客運，另外高雄市政府同意出租四個車站做為港都客運轉運站，方便該公司車輛調度。

## 交通場站、車輛

大金龍
金龍KL5850L電巴
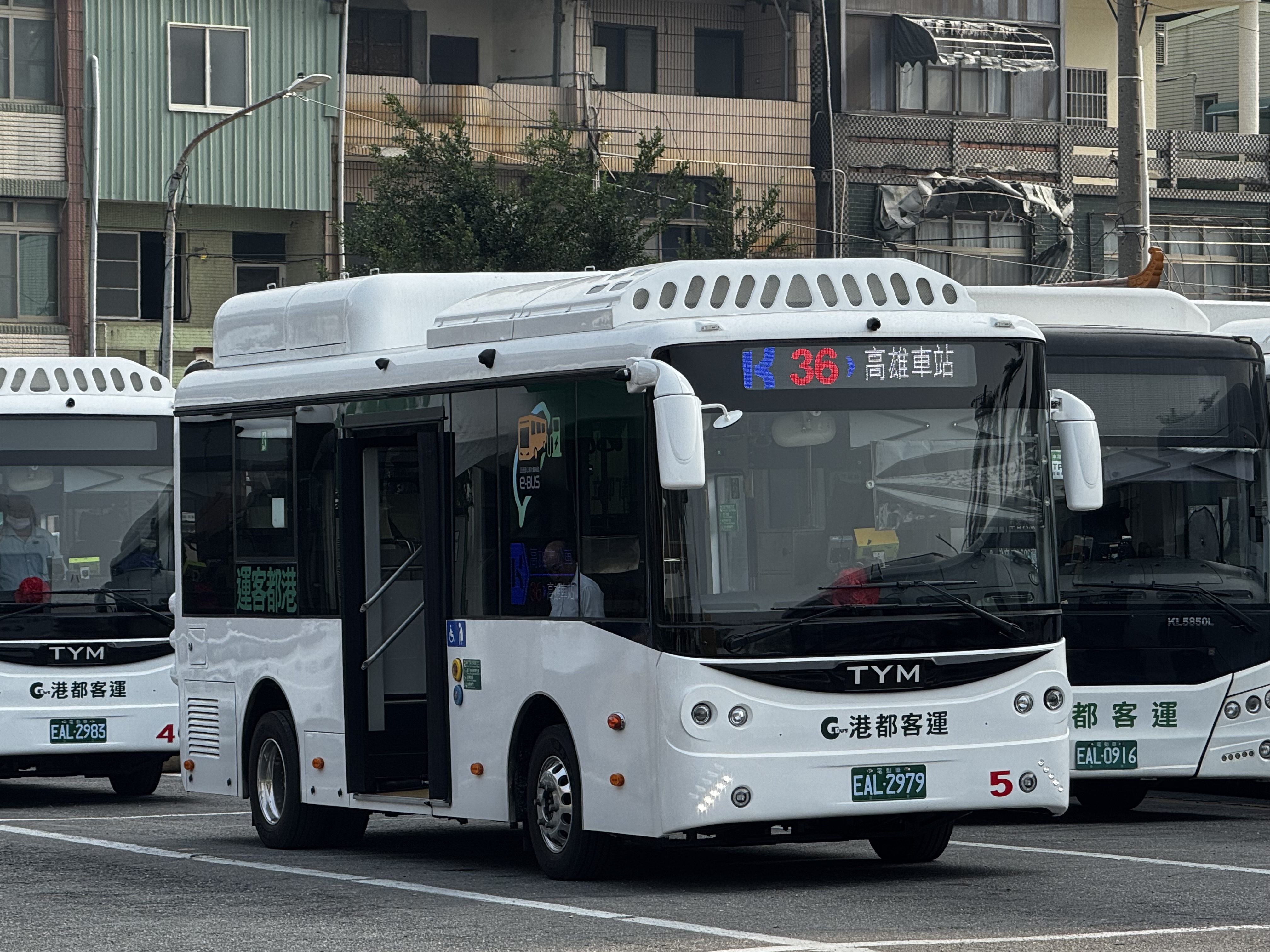
總盈TYM5740EV-3980電巴
宇通高地板
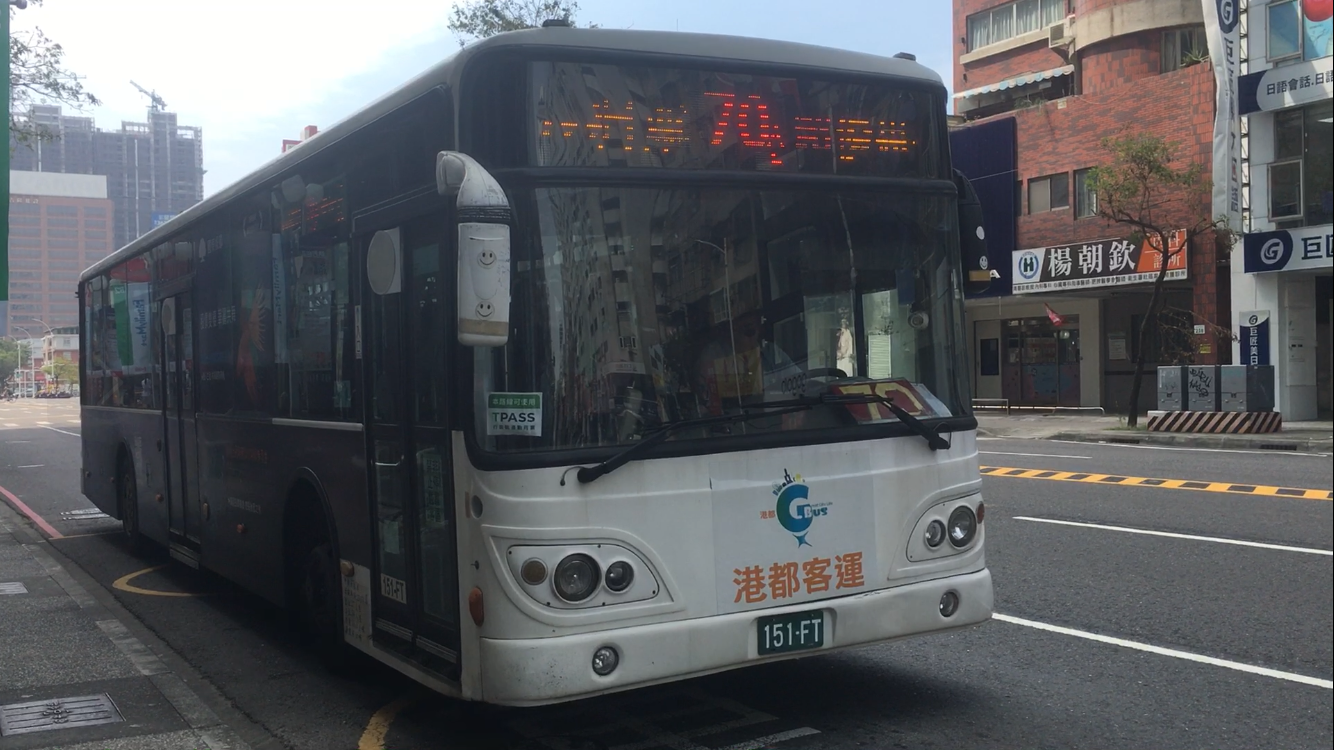
大宇五期

## 營運路線

### 高雄市區公車
| 路線編號            | 起站 ←→ 迄站                                       | 全程公里(往返) | 備註 |
| ------------------- | -------------------------------------------------- | -------------- | --- |
| 6                   | 左營南站 ↕ 大社萬金路                              | 32             | - 經捷運世運站、後昌路、莒光新村（後昌路）、加昌國小、加工區北門、楠梓區公所、高雄少年法院、仁翔社區。 - 低地板無障礙公車 |
| 7A                  | 加昌站 ↕ 高師大燕巢校區 （歸燕食巢）               | 40.9           | - 經楠梓火車站、楠梓區公所、義大醫院、樹德科技大學、橫山、高雄科大（燕巢）。 - 部分電動低地板無障礙公車。 |
| 7C                  | 加昌站 ↕ 高雄科大（燕巢）                          | 39.8           | - 經高雄科大（楠梓）、台糖花卉中心、高雄科大（第一西校區、東校區）、義大醫院、樹德科技大學、橫山路口。 - 部分電動低地板無障礙公車。 |
| 7D                  | 加昌站 ↕ 樹德科技大學（校區）                      | 29.9           | - 採跳蛙式停靠，停靠捷運楠梓科技園區站、後勁國中（捷運後勁站）、楠梓火車站、北國麗景、鳳山厝、樹德科技大學（橫山路）。 - 部分電動低地板無障礙公車。 |
| 12                  | 小港站 ↕ 高雄車站（中山路）                        | 37             | - 經小港行政中心、草衙路、佛公、前鎮國中、前鎮高中、捷運凱旋站(輕軌前鎮之星站)、勞工公園、捷運三多商圈站、六合夜市。 - 低地板無障礙公車。 - 去返程不繞駛飛機路。 - 部分電動低地板無障礙公車。 |
| 12延                | 小港站 ↕ 高雄車站（中山路）                        | 37             | - 經航警局、飛機路、小港分局、高雄公園、小港行政中心、草衙路、佛公、前鎮國中、前鎮高中、捷運凱旋站(輕軌前鎮之星站)、勞工公園、捷運三多商圈站、六合夜市。 - 低地板無障礙公車。 - 部分電動低地板無障礙公車。 |
| 29                  | 左營南站 ↕ 楠梓高中                                | 38             | - 經左營區公所、國軍左營醫院、右昌、右昌國中、高雄科大（楠梓）、楠梓區公所。 - 低地板無障礙公車。 - 下午1班次繞駛中山高中。 |
| 29區間              | 左營南站 ↕ 楠梓區公所                              | 34.7           | - 經左營區公所、國軍左營醫院、右昌、右昌國中、高雄科大（楠梓）、楠梓區公所。 - 低地板無障礙公車。 |
| 30                  | 小港站 ↕ 長庚醫院                                  | 40             | - 經小港高中、小港醫院、高雄餐旅大學、中正預校、高雄市政府鳳山行政中心、正修科技大學、澄清湖。 - 低地板無障礙公車。 |
| 35                  | 前鎮站 ↕ 旗津海水浴場                              | 33.8           | - 經前鎮輪渡站、前鎮高中、小港高中、小港國中、風車公園、水肥處理廠。 - 部分班次延駛旗津輪渡站。 - 2018年9月10日起，紅9D/紅9E更名為35。 - 低地板無障礙公車。 |
| 36                  | 前鎮站 ↕ 高雄車站（建國路）                        | 18.2           | - 經輕軌夢時代站（統一時代百貨）、正勤社區、高雄高商。 - 部分使用電動低地板無障礙公車。 |
| 38                  | 左營南站 ↕ 高雄榮民總醫院                          | 24             | - 經海青工商、美國學校、蓮潭會館、捷運生態園區站、新莊高中。 - 例假日停駛。 - 全線大部分電動低地板無障礙公車。 - B路線去程延駛鼓山三路。 - C路線返程延駛鼓山三路。 |
| 39                  | 加昌站 ↕ 高雄榮民總醫院                            | 24             | - 例假日停駛。 - 經莒光新村、莒光國小、慈愛大樓、煉油廠、世運主場館、合群社區、四海派出所、四海一家、左營國小、左營禮拜堂、左營高中、哈囉市場、福山國小、新莊高中。 - 低地板無障礙公車。 |
| 五福幹線（50）      | 建軍站 （捷運衛武營站） ↕ 鼓山輪渡站               | 17.8           | - 全線部分低地板無障礙公車。 - 2018年1月1日起接駛。 - 經國軍高雄總醫院、文化中心、高雄高商、新興高中、新崛江。 |
| 52A                 | 建軍站 （捷運衛武營站） ↕ 高雄車站（站東路）       | 15.8           | - 原52B，經國軍高雄總醫院、文化中心、高雄高商、新興高中、新崛江、站東路。 - 全線部分低地板無障礙公車。 - 2018年1月1日起接駛。 |
| 52C                 | 捷運中央公園站 ↕ 高雄女中（真愛碼頭）              | 3.1            | - 例假日及寒暑假停駛。 - 全線電動低地板無障礙公車。 |
| 53                  | 建軍站 （捷運衛武營站） ↕ 高雄車站（中山路）       | 26.9           | - 經國軍高雄總醫院、陽明圖書分館、育英醫專、東光國小、高雄科大（建工）、高雄高工、高醫、高雄中學。 - 全線電動低地板無障礙公車。 - 2021年2月20日起接駛。 |
| 56A                 | 高雄車站（中山路） ↕ 壽山動物園                    | 13             | - 經忠烈祠、情人觀景台、河東路口、自強路口、成功一路口、金馬賓館當代美術館、萬壽山橋、壽山登山口。 - 週一配合壽山動物園休園停駛。 |
| 56B                 | 捷運鹽埕埔站（五福四路） ↕ 壽山動物園              | 5.5            | - 經金馬賓館當代美術館、萬壽山橋、壽山登山口。 - 例假日行駛。 |
| 56C                 | 臺鐵鼓山站 ↕ 壽山動物園                            | 5.2            | - 例假日行駛，跳蛙式停靠。 |
| 63北                | 小港站 ↕ 大坪頂                                    | 9.2            | - 順時針循環線（先經飛機路）。 - 經捷運小港站、航警局、大坪頂、小港醫院、小港高中、中山國中。 - 平日一班次繞駛明義國中。 - 低地板無障礙公車。 - 2019年11月4日起，原62路改為63北。 |
| 63南                | 小港站 ↕ 大坪頂                                    | 9.2            | - 逆時針循環線（先經山明路）。 - 經捷運小港站、小港高中、小港醫院、大坪頂、航警局。 - 平日一班次繞駛明義國中。 - 低地板無障礙公車。 - 2019年11月4日起，原63路改為63南。 |
| 小港幹線 （69）     | 小港站 ↕ 高雄車站（中山路）                        | 39.6           | - 經捷運小港站、小港高中、小港醫院、高雄餐旅大學、三多市場、新興高中、新崛江。 - 全線部分低地板無障礙公車。 - B路線繞駛明鳳三路。 - C路線繞駛學明社區。 - 2019年9月1日升級為小港幹線。 |
| 三多幹線 （70）     | 前鎮站 ↕ 長庚紀念醫院                              | 27.2           | - 經夢時代、台糖物流、正勤社區、圖書總館、大遠百百貨、新光三越、三多市場、林德官、五權國小、國際商工、三信家商、中正體育場、國軍高雄總醫院、衛武營國家藝術文化中心、衛武社區、高雄市政府鳳山行政中心、台鐵正義站、大華里、正修科技大學、長庚醫院、澄清湖、澄清湖棒球場。 - 低地板無障礙公車。 - 部分班次延駛澄清湖。 - B路線延駛鎮州路。 - D路線延駛仁美。 |
| 73                  | 建軍站 （捷運衛武營站） ↕ 左營區公所               | 34.2           | - 例假日停駛。 - 經國軍高雄總醫院、科工館、高雄車站、美術館、左營南站。 - 電動低地板無障礙公車。 - 部分低地板無障礙公車。 |
| 81                  | 瑞豐站（武營路） ↕ 育英醫專（大昌二路）            | 16.0           | - 經五塊厝、樹德家商、高雄高工、高雄科大（建工）。 - 全線部分電動低地板無障礙公車。 - 低地板無障礙公車。 |
| 建國幹線 （88）     | 鳳山轉運站 （捷運大東站） ↕ 捷運鹽埕埔站（大仁路） | 22.8           | - 經建軍站、鳳山行政中心、中正國小、大仁國中、聖功醫院、道明中學、高雄中學、三民國小、河濱國小、光榮國小。 - 全線電動低地板無障礙公車。 - 2021年3月1日起接駛。 |
| 建國幹線 （88）延駛 | 黃埔公園 ↕ 捷運鹽埕埔站（大仁路）                  | 29.2           | - 經黃埔新村、鳳山轉運站、建軍站、鳳山行政中心、中正國小、大仁國中、聖功醫院、道明中學、高雄中學、三民國小、河濱國小、光榮國小。 - 全線電動低地板無障礙公車。 - 2021年3月1日起接駛。 |
| 中華幹線 （205）    | 加昌站 ↕ 輕軌夢時代站 （統一時代百貨）             | 37.2           | - 經莒光新村、左營南站、海青工商、明誠中學、聯合醫院、三鳳中街、市立中醫醫院、圖書總館、正勤社區。 - 兩段票收費。 - 全線大部分電動低地板無障礙公車。 |
| 214                 | 小港站 ↕ 歷史博物館 （高雄國際會議中心）           | 27             | - 經草衙路、前鎮行政中心、前鎮輪渡站、前鎮站、夢時代、正勤社區、圖書總館、漢神百貨、高雄女中、真愛碼頭。 - 2020年12月1日起，返程延駛消防局站。 - 部分電動低地板無障礙公車。 |
| 新昌幹線 （217A）   | 加昌站 ↕ 鳥松區公所（中正路）                      | 39.5           | - 經國軍左營醫院、合群社區、左營高中、左營南站、海青工商、金獅湖站、高雄高工、高雄科大（建工）、育英醫專、正修科技大學、長庚醫院、澄清湖棒球場。 - D路線06:15由高雄科大（建工）發車至加昌站。 - E路線06:17由大華里發車至加昌站。 - 2024年9月2日回歸新昌幹線名稱。 - 低地板無障礙公車。 - 部分電動低地板無障礙公車。                                        |
| 新昌幹線 （217B）   | 左營南站 ↕ 鳥松區公所（中正路）                    | 30.6           | - 經海青工商、金獅湖站、高雄高工、高雄科大（建工）、育英醫專、正修科技大學、長庚醫院、澄清湖棒球場。 - 2024年9月2日回歸新昌幹線名稱。 - 低地板無障礙公車。 - 部分電動低地板無障礙公車。 |
| 內惟幹線 （218）    | 加昌站 ↕ 高雄車站（中山路）                        | 31.5           | - B路線繞駛合群社區。 - 經莒光新村、國軍左營醫院、合群社區、左營高中、左營南站、海青工商、內惟、城市光廊、三鳳中街。 - 2022年8月29日升級為內惟幹線。 - 部分電動低地板無障礙公車。 |
| 219                 | 加昌站 ↕ 捷運鹽埕埔站（大仁路）                    | 36.2           | - 經後勁、半屏山、左營南站、海青工商、鼓山路、鼓山行政中心、鼓山輪渡站。 - 全線部分低地板無障礙公車。 - B路線由捷運哈瑪星站發車。 |
| 245                 | 加昌站 ↕ 臺鐵新左營站                              | 29.6           | - 經中山高中、高雄大學、援中港、右昌、國軍左營醫院、合群社區、左營區公所、屏山國小。 - 低地板無障礙公車。 |

### 捷運接駁、先導公車
| 路線編號           | 起站 ←→ 迄站                                                | 全程公里(往返) | 備註 |
| ------------------ | ----------------------------------------------------------- | -------------- | --- |
| 紅1                | 高雄餐旅大學 ↕ 捷運小港站                                   | 10.9           | - 經鳳陽國小、小港醫院、小港高中。 - 平日部分班次延駛中鋼大門（台灣造船廠）。 - 2021年12月1日起接駛。 |
| 紅1區間            | 高雄餐旅大學（校區） ↕ 捷運小港站                           | 9.3            | - 經小港醫院、小港高中。 - 例假日停駛。 - 2021年12月1日起接駛。 |
| 紅2                | 小港站 ↕ 鳳鼻頭漁港                                         | 38.3           | - 經小港醫院、沿海工業區、大林浦、鳳鼻頭。 - 部分電動低地板無障礙公車。 |
| 林園幹線 （紅3）   | 小港站 ↕ 林園區公所                                         | 27.6           | - 經捷運小港站、鳳鳴國小、港埔派出所、林園高中。 - 2025年8月23日起紅3D優化路線為紅3。 - 以下行駛動線僅行駛至2025年8月22日止： - A路線經鳳鳴國小。 - C路線去程不經西溪里。 - D路線不經西溪里、宏平路。 - E路線延駛鳳鳴路，去程不經西溪路(去程2班次，返程1班次延駛鳳林國中)。 - 全線部分低地板無障礙公車。 |
| 林園幹線 （紅3繞） | 小港站 ↕ 林園區公所                                         | 34.6           | - 2025年8月23日起紅3C優化路線為紅3繞。 - 經高雄國際機場、小港醫院、小港高中、捷運小港站、鳳鳴國小、港埔派出所、林園高中。 - 全線部分低地板無障礙公車。 |
| 紅3 鳳林接駁線     | 鳳林國中 ↕ 林園區公所                                       | 15.4           | - 2025年8月23日起行駛。 - 經鳳鳴國小、鳳鳴里、港埔派出所、林園高中。 - 全線部分低地板無障礙公車。 |
| 紅3 中芸接駁線     | 新光人壽 ↓ 新光人壽                                         | 10.8           | - 2025年8月23日起行駛。 - 經中芸國小、北汕里、林園高中、林園區公所。 - 平日06:20、18:05班次繞駛清水寺。 - 全線部分低地板無障礙公車。 |
| 紅5                | 捷運小港站 ↕ 中智路郵局                                     | 16             | - 例假日停駛。 |
| 紅6                | 捷運草衙站（翠亨南路） ↕ 小港站                             | 5.6            | - 經高雄花市、小港國中、小港行政中心。 - 2025年3月19日起代駛。 |
| 紅8                | 小港站 ↕ 輔英科技大學                                       | 53             | - 經小港高中、小港醫院、高雄監獄、高英工商、中山工商、大寮區公所。 - B路線去程繞駛昭明國小。 - C路線返程繞駛昭明國小。 - E路線只行駛至昭明變電所。 - 部分低地板無障礙公車。 |
| 旗津幹線 （紅9）   | 前鎮站 ↕ 旗津輪渡站                                         | 33.8           | - 經前鎮輪渡站、過港隧道、風車公園、旗津輪渡站、旗津醫院。 - 因繞駛旗津漁港路段路阻無法繞駛，去程請於風車公園站、返程請於旗津醫院(清靜寺)站下車。 - 除平日第一班為低地板無障礙公車外其餘班次採電動低地板無障礙公車。                                                                                     |
| 紅21               | 建軍站 （捷運衛武營站） ↕ 捷運三多商圈站（中山二路）        | 18.3           | - 經衛武營、高雄市政府鳳山行政中心、四維行政中心、苓雅國中、八五大樓、圖書總館、高雄展覽館。 - 全線電動低地板無障礙公車。 - 2020年7月1日起接駛。 |
| 紅27               | 高雄車站（站東路） ↕ 中都街口                               | 5              | - 經三鳳中街、中都社區。 |
| 紅57               | 東六街口 ↕ 創意南路                                         | 7              | - 例假日停駛。 - 經楠梓科技園區內。 |
| 紅57區間           | 捷運楠梓科技園區站（園區內） ↓ 捷運楠梓科技園區站（園區內） | 4              | - 例假日停駛。 - 經楠梓科技園區內。 |
| 紅70A              | 捷運岡山高醫站 ↕ 田寮區公所                                 | 33             | - 經岡山文化中心、岡山區公所、阿蓮、崗山頭。 - 平日6:25田寮區公所發車繞駛牧人館。 |
| 紅70B              | 捷運岡山高醫站 ↕ 隆宮                                       | 46.2           | - 經岡山文化中心、岡山區公所、阿蓮、崗山頭、月世界、古亭水庫。 |
| 紅71A              | 捷運岡山高醫站 ↕ 茄萣區公所（茄萣國中）                     | 48.4           | - 經岡山文化中心、岡山區公所、岡山農工、高苑科大、路竹區公所、樹人醫校、湖內區公所、興達港。 - 平日16:55捷運岡山高醫站發車繞駛牧人館。 - 部分班次延駛路竹高中、正義社區。 - 自「東方路口」逆時針行駛。                                                                                                   |
| 紅71B1             | 捷運岡山高醫站 ↕ 茄萣區公所（茄萣國中）                     | 48.4           | - 經岡山文化中心、岡山區公所、岡山農工、高苑科大、路竹區公所、樹人醫校、湖內區公所、興達港。 - 部分班次繞駛三興宮。 - 自「東方設計學院」順時針行駛。 |
| 紅71B2             | 興達國小 ↓ 捷運岡山高醫站                                   | 28.3           | - 經興達港、茄萣區公所、湖內區公所、樹人醫校、路竹區公所、高苑科大、岡山農工、岡山區公所、岡山文化中心。 |
| 紅71C              | 加昌站 ↕ 捷運岡山高醫站                                     | 17.2           | - 經橋頭市場、筆秀站。 |
| 紅71D              | 捷運岡山高醫站 ↕ 東方設計學院                               | 28.5           | - 例假日停駛。 - 經岡山文化中心、岡山區公所、岡山農工、高苑科大、路竹區公所、樹人醫校。 |
| 紅73               | 捷運岡山高醫站 ↕ 阿蓮區公所                                 | 50.4           | - 經岡山文化中心、國軍岡山醫院、岡山農工、高苑科大、路竹區公所、一甲中路。 - C路線為區間車平日17:15由牧人館發車至阿蓮分駐所。 |
| 橘1                | 棧貳庫 ↕ 中山大學文學院                                     | 6.0            | - 經哈瑪星旅運接駁中心、鼓山市場、港務公司、雄鎮北門(打狗英雄領事館)、西子灣(英國領事館官邸)。 - 2023年12月1日起接駛。 - 全線電動低地板無障礙公車。 |
| 橘1延駛            | 棧貳庫 ↕ 慈德宮                                             | 6.1            | - 經哈瑪星旅運接駁中心、鼓山市場、港務公司、雄鎮北門(打狗英雄領事館)、西子灣(英國領事館官邸)、中山大學活動中心、山海宮、慈德宮。 - 2023年12月1日起接駛。 - 全線電動低地板無障礙公車。 |
| 橘8                | 建軍站 （捷運衛武營站） ↕ 過埤派出所                        | 23.4           | - 經高雄市政府鳳山行政中心、高雄市議會、衛武營、高客鳳山站、鳳山轉運站、大東文化藝術中心、中正預校。 - 平日部分班次繞駛鳳新高中。 - 全線電動低地板無障礙公車。 - 2020年7月1日起接駛。 |
| 黃2A 黃2B 黃2C     | 前鎮高中 ↕ 忠誠路口                                         | 50.8           | - 經福誠高中、鳳新高中、鳳山行政中心、澄清湖棒球場。 - B路線由小港站發車，返程行駛至前鎮高中。 - C路線由前鎮高中站發車，返程行駛至小港站。 - 全線使用電動低地板無障礙公車。 - 2018年4月1日正式通車。 |

## 停駛路線
| 路線編號             | 起站 ←→ 迄站                                          | 全程公里(往返) | 備註 |
| -------------------- | ----------------------------------------------------- | -------------- | --- |
| 西城快線             | 台鐵新左營站 ↕ 中山大學行政大樓                       | 27             | - 經蓮池潭、美術館、高雄港、西子灣(打狗英國領事官邸)。 - 兩段票收費。 - 低地板無障礙公車。 - 自2016年1月1日起由南台灣客運營運。                                                                                  |
| 大岡山 假日觀光公車  | 捷運南岡山站 （南岡山轉運站） ↕ 月世界                | 37.5           | - 本路線自2016年2月15日起停駛。 |
| 空港快線(A)          | 高雄國際機場 ↕ 紅毛港                                 | 不明           | - 本路線自2016年2月15日起停駛。 |
| 空港快線(B)          | 捷運小港站 ↕ 淨園機場咖啡                             | 不明           | - 本路線自2016年2月15日起停駛。 |
| 15                   | 前鎮高中 ↕ 前鎮站                                     | 6.2            | - 經前鎮輪渡站、康定路、康定社區。 - 自2021年6月1日起停駛。 |
| 35B                  | 小港站 ↕ 旗津海水浴場                                 | 23.8           | - 自2021年8月30日起停駛。 |
| 52A                  | 建軍站 （捷運衛武營站） ↕ 高雄火車站 （捷運高雄車站） | 18.2           | - 經市議會、國軍高雄總醫院、文化中心、高雄高商、新興高中、新崛江。 - 自2020年8月1日起停駛，原52B路線則改號為52A。                                                                                                |
| 53A                  | 建軍站 （捷運衛武營站） ↕ 本館里                      | 13.7           | - 經國軍高雄總醫院、陽明圖書分館、育英醫專、東光國小。 - 全線電動低地板無障礙公車。 - 自2024年6月17日起併入53B。                                                                                                 |
| 99                   | 棧貳庫 ↕ 慈德堂                                       | 18.8           | - 經歷史博物館、壽山公園、鼓山市場、哨船頭、雄鎮北門、西子灣、英國領事官邸。 - 自2025年2月3日起併入橘1。 |
| 99 區間              | 捷運西子灣站 ↕ 捷運西子灣站                           | 不明           | - 路線採隨招隨停，擇沿線安全處招呼公車。 - 平日停駛，假日班距30-40分。 - 一段票收費。 - 經西子灣隧道、哨船頭公園(哨泉頭公園)、打狗英國領事館（前打狗英國領事館）、雄鎮北門。 - 因99路已併入橘1，本線已實質停駛。 |
| 中華幹線 （205）區間 | 加昌站 ↕ 高雄火車站 （捷運高雄車站）                  | 24.2           | - 自2021年8月30日起停駛。 |
| 214B                 | 前鎮站 ↓ 捷運鹽埕埔站（大仁路）                       | 5.8            | - 經夢時代、正勤社區、圖書總館、漢神百貨、高雄女中、真愛碼頭。 - 自2021年8月30日起停駛。 |
| 248                  | 建軍站 （捷運衛武營站） ↕ 鼓山輪渡站                  | 14.5           | - 經國軍高雄總醫院、高雄市政府鳳山行政中心、文化中心、新興區公所、六合夜市、歷史博物館，原中正幹線。 - 2019年12月11日起代駛，自2020年6月1日起由南台灣客運接駛。                                                  |
| 紅9B 紅9C 假日區間   | 海水浴場 ↕ 旗津輪渡站                                 | 不明           | - B線延駛旗津漁港。 - 例假日行駛。 - 目前暫停行駛 |
| 紅13                 | 小港站 ↕ 紅毛港文化園區                               | 13.8           | - 原紅毛港文化公車。 - 自2022年6月1日起改為公車式小黃，由中華大車隊接駛。 |
| 紅22                 | 建軍站 （捷運衛武營站） ↕ 新光路口（圖書總館）        | 13.8           | - 經中正高中、衛武營、高雄文化中心、高雄師範大學、新光三越、八五大樓、圖書總館、高雄展覽館。 - 原紅21區間車。 - 自2022年8月15日起停駛。                                                                          |
| 紅25                 | 高雄火車站 （同愛街口） ↕ 左營南站                    | 14.7           | - 經聯合醫院、三鳳中街。 - 自2018年10月14日起由漢程客運接駛。 |
| 紅27區間             | 高雄車站 ↕ 高雄車站                                   | 5.8            | - 經高雄中學、三鳳中街、高雄後火車站。 - 持電子票證免費搭乘。 - 自2020年4月20日起停駛。 |
| 紅59                 | 臺鐵新左營站 ↕ 蓮池潭                                 | 7.7            | - 例假日行駛。 - 原左營舊城文化公車。 - 自2021年6月1日起停駛。 |
| 橘10A                | 建軍站 （捷運衛武營站） ↕ 臺鐵鳳山站                  | 18.5           | - 例假日停駛。 - 經鳳山行政中心、鳳山商工、瑞興國小、鳳山轉運站。 - 自2021年5月3日起改為公車式小黃，由中華大車隊接駛。                                                                                           |
| 哈瑪星文化公車       | 舊打狗驛站 ↕ 駁二藝術特區                             | 8.9            | - 每週一停駛。 - 一日券收費（50元）。 - 自2020年3月2日起停駛。 |
| 橘16                 | 鳳山轉運站 （捷運大東站） ↕ 仁武區公所                | 29.7           | - 經澄清湖棒球場、長庚醫院、鳥松區公所、仁武高中。 - 自2025年8月18日起由高雄客運接駛。 |
| 橘16延駛             | 鳳山轉運站 （捷運大東站） ↕ 大社區公所                | 36.8           | - 例假日停駛。 - 經澄清湖棒球場、長庚醫院、鳥松區公所、仁武高中、仁武區公所。 - 2025年8月18日起由高雄客運接駛。                                                                                                  |

## 資料來源
1. ↑  高雄市公車處營運改革執行計畫專案報告 （页面存档备份，存于），高雄市政府，2013年4月26日
2. ↑  高雄公車民營化 暫名港都客運 的存檔，存档日期2013-05-03.，自由時報，2013年4月27日
3. ↑  ［港都客運紅9路線圖］ （页面存档备份，存于）
4. ↑  .   [2018-03-31]. （原始内容存档于2018-03-31）.
5. ↑  捷運黃線先導公車，黃2公車搶先通車，跳蛙公車通勤更便捷~  （页面存档备份，存于） 高雄市政府交通局

## 外部連結
- 港都客運 （页面存档备份，存于）